# Джонглей
Джонглей или Джункали (на английски: Jonglei; на арабски: جونقلي‎‎‎) е една от 10-те провинции на Южен Судан. Разположена е в източната част на страната. Заема площ от 122 479 км² и има население от 1 358 602 души (по данни от 2008 година). Главен град на провинцията е град Бор. На изток граничи с Етиопия, на юг — с Централна и Източна Екватория, на запад — с Езерната провинция и Единство и на север — с Горни Нил. Джонглей е и мястото, от където през 1983 г. започва гражданската война в Судан.

### Столица и други големи градове
Столица на провинцията е град Бор, а други важни административни центрове са Малек, Акобо, Почала и Джале.